# Energiekamer
De Energiekamer is een onderdeel van de Autoriteit Consument en Markt (ACM). Als onderdeel van de toenmalige Nederlandse Mededingingsautoriteit heette de overheidsinstantie tot 1 juni 2008 Directie Toezicht Energie (DTe).
De Energiekamer voert de Elektriciteitswet 1998 en de Gaswet uit en houdt toezicht op de naleving van beide wetten. De Energiekamer werkt in opdracht van het ministerie van Economische Zaken.

## Liberalisering energiemarkt
Energie (gas en elektriciteit) werd in de 20ste eeuw geleverd door nutsbedrijven. Vanaf 1998 is een aanvang gemaakt met de privatisering en liberalisering van de energiemarkt. De energiemarkt is geliberaliseerd in opdracht van de Europese Unie, de Unie wil 'een vrij verkeer van kapitaal, goederen, diensten en mensen binnen de EU'. Als uiterste datum waarop de liberalisering van de energiemarkt gestalte moest krijgen, gaf de Europese Unie 1 juli 2007. In Nederland is volledige liberalisering op 1 juli 2004 gerealiseerd. Vanaf 1 juli 2001 konden consumenten al kiezen voor een leverancier van groene stroom, na 1 juli 2004 was iedereen vrij om een leverancier te kiezen voor elektriciteit en gas.

## Toezicht
De Energiekamer oefent het toezicht uit op de naleving van de Elektriciteitswet 1998 en de Gaswet. In deze wetten is beschreven hoe leveranciers zich binnen de vrije energiemarkt moeten gedragen. Voorloper van de Energiekamer is de "Dienst toezicht en uitvoering Elektriciteitswet" (DTe), die toen ook al onderdeel was van de Nederlandse Mededingingsautoriteit. Later werd de naam van de dienst gewijzigd in "Dienst uitvoering en toezicht Energie", omdat ook de Gaswet er onder ging vallen. De toezichthouder werd "Directie Toezicht Energie" genoemd. Op 1 juni 2008 werd de naam DTe gewijzigd in Energiekamer. Het woorddeel 'kamer' in de naam is een overblijfsel van oorspronkelijke DTe, die was ondergebracht in een afdeling van de NMa die als kamer werd aangeduid.
De Energiekamer moet ervoor zorgen dat de vrije Nederlandse energiemarkt goed werkt. Dat betekent onder andere dat de toegang tot het gas- en elektriciteitsnet gewaarborgd moet zijn, dat de markt transparant moet zijn en dat consumenten beschermd worden tegen misbruik van mogelijke machtsposities van energie-aanbieders. Het hebben van een machtspositie op zich is volgens de wet niet verboden, het misbruiken van die positie wel.

## Taken Energiekamer
De Energiekamer geeft vergunningen af voor de levering van elektriciteit en/of gas. De Kamer houdt zich ook bezig met de tarieven voor de levering en het transport van energie en de aansluitkosten. De Kamer stelt die tarieven niet zelf vast - dat doen de energiebedrijven - maar de Kamer stelt wel richtlijnen op over hoe die tarieven tot stand moeten komen. Zo moeten leveranciers daar bijvoorbeeld voldoende transparant in zijn. Eenmaal in de twee jaar beoordeelt de Kamer of netbeheerders over voldoende transportcapaciteit beschikken om aan de energievraag te kunnen voldoen. Ook stelt de Energiekamer de x-factor (doelmatigheidskorting) voor het transport van energie vast. Met dit besluit worden de maximaal toegestane tarieven van regionale netbeheerders voor de volgende periode van 3 jaar vastgesteld.

## Europese energiemarkt
Volgens de Energiekamer zal er op termijn één Europese elektriciteits- en gasmarkt ontstaan, maar een Europese toezichthouder is er voorlopig nog niet omdat alle landen dat zelf willen regelen. Dat is ook zo in de richtlijnen van de EU en de nationale wetgeving vastgelegd. Wel worden de regels voor de Nederlandse energiemarkt zo veel mogelijk in lijn gebracht met Europese regels. De Energiekamer neemt deel aan verschillende Europese overleggen zoals bijvoorbeeld de 'Council for European Energy Regulators'(CEER) en  de 'European Regulatory Group for Electricity and Gas'. In de CEER zijn alle energie-toezichthouders van de Europese Unie vertegenwoordigd.